# Letlands Nationalhistoriske Museum
Letland Nationalhistoriske Museum (lettisk: Latvijas Nacionālais vēstures muzejs) ligger i Letlands hovedstad, Riga. Museet har udstillinger i Riga Slot, i udkanten af den gamle by. Det er et af Rigas største og mest interessante museer. Udstillingene fortæller om Letlands historie fra istiden til i dag. Museet har store samlinger indenfor arkæologi, folkekultur og numismatik.
Letland Nationalhistoriske Museum er først og fremmest et museum for folkekulturen i Letland. Museet blev etableret i 1869 af en organisation, som kaldte sig for Rigas lettiske samfund. På denne tid var Letland underlagt Rusland, og Riga var – som gammel hanseby – stadig domineret af tysk sprog og kultur, tyskerne udgjorde tæt på 50 % af befolkningen. Letter udgjorde kun omkring 25 % af befolkningen i byen, og ordet lette betød slet og ret en bonde. Rigas lettiske samfund arbejdede for, at lettisk kultur skulle blive kendt og vinde anerkendelse. Meget tyder på, at inspiration blev hentet fra Sverige.
Da Letland erklærede sin uafhængighed i 1918, blev ansvaret for museet overtaget af staten, og i 1920 kunne institutionen flytte ind i Riga Slot. Den selvstændige nation gav museet en vigtig plads i landets kulturpolitik. Kulturarven var vigtig for den unge nation. Museet fik ansvar for at samle, tage vare på og formidle landets kulturarv indenfor arkæologi, folkekultur, historie og kunst. Museet påtog sig ligeledes opgaver indenfor dokumentation og forskning. 
Under den lange sovjetiske besættelse af Letland måtte museet tilpasse sig den aktuelle politik, men kunne alligevel arbejde med indsamling, konservering og udstillinger. Flere gange arrangerede museet specialudstillinger med lettiske folkedragter og folkekunst som tema. 
Museet tog aktivt del i begivenhederne under det, som kaldes Den tredje lettiske kulturrejsning i slutningen af 1980'erne. Udstillingen Letland mellem de to verdenskrige i 1988 havde 300.000 besøgende.